# Laguz
Laguz of Laukaz is de eenentwintigste rune van het oude futhark en is de gereconstrueerde protogermaanse benaming voor de l-rune. De klank is 'L'. Laguz is de vijfde rune van de derde Aett. Laguz betekent water of meer. In het Oudengelse runegedicht heet het lagu.

## Karaktercodering
| Unicode Codepoint | U+16da                          |
| Unicode-Name      | RUNIC LETTER LAUKAZ LAGU LOGR L |
| HTML              | &#5850;                         |